# Горькое (озеро, Пресновский сельский округ, у села Пресновка)
Горькое (каз. Горькое) — озеро в Пресновском сельском округе Жамбылского района Северо-Казахстанской области Казахстана. Находится в 2 км к северо-востоку от села Пресновка.
По данным топографической съёмки 1940-х годов, площадь поверхности озера составляет 1,23 км². Наибольшая длина озера — 1,8 км, наибольшая ширина — 1,1 км. Длина береговой линии составляет 4,9 км, развитие береговой линии — 1,24. Озеро расположено на высоте 135,7 м над уровнем моря.
По данным обследования 1957 года, площадь поверхности озера составляет 1,6 км². Максимальная глубина — 2,65 м, объём водной массы — 2,9 млн м³, общая площадь водосбора — 27,2 км².